# Títulos do Moto Club
A lista abaixo contém os títulos da história do Moto Club de São Luís. 

## Futebol
| Regionais | Regionais                             | Regionais | Regionais |
|           | Competição                            | Títulos   | Temporadas |
| --------- | ------------------------------------- | --------- | --- |
|           | Torneio Campeão dos Campeões do Norte | 1         | 1948 |
| Estaduais |                                       |           | |
|           | Competição                            | Títulos   | Temporadas |
| Maranhão  | Campeonato Maranhense                 | 26        | 1944, 1945, 1946, 1947, 1948, 1949, 1950, 1955, 1959, 1960, 1966, 1967, 1968, 1974, 1977, 1981, 1982, 1983, 1989, 2000, 2001, 2004, 2006, 2008, 2016, 2018 |
|           | Copa União do Maranhão                | 8         | 1972, 1978, 1981, 1982, 1985, 1993, 2003 e 2004 |
| Maranhão  | Taça Cidade de São Luís               | 8         | 1972, 1978, 1981, 1982, 1985, 1993, 2003 e 2004 |
| Maranhão  | Campeonato Maranhense Série B         | 2         | 2010 e 2013 |

### Outros
- Torneio Djalma Campos: 2009[1]
- Taça Cidade de Teresina: 1997
- Torneio Qualificatório Brasileiro Serie B: 1993
- Copa da Integração: 1992
- Torneio Miguel Graciliano: 1962
- Troféu Deputado César Aboud: 1961
- Torneio Municipal de São luís: 1958
- Torneio Inicio Maranhense: 1948 e 1981

### Categoria de base
- Copa do Nordeste Sub-15:  2015
- Copa do Nordeste Sub-17:  2015
- Campeonato Maranhense Sub-17: 2014
- Copa Cefama Sub-13: 2013
- Campeonato Maranhense Sub-16: 2011 e 2012[2]
- Copa Cefama Sub-17: 2010, 2011[3]
- Campeonato Maranhense de Juniores: 1988 e 1990

## Handebol

### Nacional
- Campeonato Brasileiro de Clubes - 1ª Divisão: 1998

### Estadual
- Campeonato Maranhense: 1994,1995,1996,1997 e 1998

## Futsal Masculino
- Campeonato Maranhense Adulto: 2003,2005,2006 e 2007
- Copa Alim Maluf Adulto: 2003
- Campeonato Maranhense Sub- 20: 2002 e 2003
- Campeonato Maranhense Sub- 17: 2004,2005 e 2009
- Campeonato Maranhense Sub- 15: 2003 e 2004
- Copa Sol  Sub- 15: 2003
- Copa Baixinho Bom de Bola: 2001,2002 e 2003

## Futsal Feminino

### Nacional
- Taça Brasil de Clubes de Futsal Sub-17 - 2ª Divisão: 2010[4]

### Estadual
- Copa Aberta Adulta: 2013
- Circuito Maranhense Sub- 17: 2012
- Copa São João dos Patos Sub- 17: 2012
- Copa Iape de Futsal Feminino: 2012[5]
- Copa Sesc: 2004 e 2013
- Campeonato Maranhense de Futsal Adulto: 2004 e 2006

## Beach Soccer

### Estadual
- Campeonato Maranhense de Beach Soccer: 2006

## Basquete Masculino
- Copa Leste Caxias: 2014 e 2015
- Campeonato Maranhense Adulto: 2013
- Taça Xplode: 2013,2015 e 2016